# Pavlovice u Kojetína
Pavlovice u Kojetína är en ort i Tjeckien.   Den ligger i regionen Olomouc, i den östra delen av landet, 220 km öster om huvudstaden Prag. Pavlovice u Kojetína ligger 253 meter över havet och antalet invånare är 282.
Terrängen runt Pavlovice u Kojetína är huvudsakligen platt, men söderut är den kuperad. Terrängen runt Pavlovice u Kojetína sluttar norrut.Runt Pavlovice u Kojetína är det ganska tätbefolkat, med 70 invånare per kvadratkilometer. Närmaste större samhälle är Kroměříž, 13,1 km öster om Pavlovice u Kojetína. Trakten runt Pavlovice u Kojetína består till största delen av jordbruksmark.